# Медвеђа
Медвеђа (алб. Medvegjë/Medvegja) је градско насеље у Србији и седиште истоимене општине у Јабланичком управном округу. Према попису из 2022. било је 2.686 становника.
Овде се налазе Споменик ослободиоцима у Медвеђи, Културно уметничко друштво Вез Медвеђа, као и ФК Јабланица Медвеђа.

## Географија
Медвеђа је смештена у ерозивном проширењу формираном заједничким ерозивним радом реке Јабланице и њене леве притоке Лепаштице. Од овог проширења, смештеног у алувијалној равни Јабланице дужине 3,5 км, ширине 1,5 км, зависила је и морфолошка структура Медвеђе. Оно је предодредило микроположај па и правце територијалног ширења варошице. Медвеђа се, као и река Јабланица, пружа од југа ка северу (око 3 км), више примакнута побрђу него реци. Залази и уз долину Лепаштице око 1,5 km у правцу исток-запад.
Кроз ерозивно проширење води пут који спаја Лесковац са Приштином. Удаљена је 43 км од Лесковца и 22 км од Лебана. На малом удаљењу од Медвеђе налазе се Сијаринска бања и рудник злата, олова и цинка Леце.

## Историја
У време деспотовине Ђурђа Бранковића Медвеђа се помиње као Међеђа, а током турског ропства као Медока. Под именом Медвеђа први пут се помиње у XV веку. Турски попис из 1516. године помиње је као седиште општине и градско насеље у којем се једном недељно одржава пазар.
Одлукама Берлинског конгреса од 1/13. јула 1878. године, гранична линија између Србије и Турске је прошла између Брвенице и Медвеђе; цео басен Медвеђе је припао Србији. Данашња Медвеђа формирана је 1879. године, по ослобођењу од Турака. Основана је 1891. године од дванаест села нова општина Медвеђска, са седиштем у селу Медвеђа. Указом Краља од 31. децембра 1921. године насеље је добило статус варошице. То је подстакло снажан развој трговине и заната. Помиње се 1934. године код села Медвеђе, рудник злата "Слишане" АД. Ту постоје трагови рудокопа из римског доба и средњег века када су ту радили Саси.
У Медвеђи је православна црква посвећена празнику Вазнесењу Господњем. Године 1916. месни парох био је поп Стојан Гвоздић. Основна четвороразредна школа у месту постоји од 1888. године. У месту је 1930. године активно Четничко удружење, са дугом традицијом, из времена првих српских комита. У међуратном периоду постојао је СК "Јабланица" који наступа у локалној фудбалској лиги (1933).
У послератном периоду варош поново стагнира, чак и назадује. Скромна индустрија почела се развијати тек осамдесетих година, када су на алувијалној равни десно од Јабланице саграђене две мале фабрике („Нитекс” и „Термовент”) - погони истоимених нишких предузећа. Последњих година у овој варошици развијају се хемијска и текстилна индустрија.
У Медвеђи се налазе запис Савића крушка и запис крст код цркве.
Медвеђа је једна од три општине Србије у којој је локално албанско становништво 1992. организовало референдум о припајању Косову. После косовског рата и повлачења српских и југословенских снага с Косова на подручју Медвеђе, као и у Бујановцу и Прешеву је почео рат од стране Ослободилачке војске Бујановца, Прешева и Медвеђе, којој је циљ био припојити те крајеве Косову оружаним путем, а после и великој Албанији. Након свргавања Слободана Милошевића , нова српска влада је до 2001. године сузбила насиље и поразила сепаратисте. 

## Демографија
У насељу Медвеђа живи 2.035 пунолетних становника, а просечна старост становништва износи 36,3 година (34,6 код мушкараца и 37,9 код жена). У насељу има 924 домаћинства, а просечан број чланова по домаћинству је 3,09.
Ово насеље је углавном насељено Србима (према попису из 2002. године).
Општина Медвеђа припада групи изразито емиграционих подручја.
|             | \| Демографија[5] \| Демографија[5] \| Демографија[5] \| \| Година \| Становника \| Становника \| \| -------------- \| -------------- \| -------------- \| \| 1948. \| 1.732 \| \| \| 1953. \| 1.810 \| \| \| 1961. \| 2.188 \| \| \| 1971. \| 2.621 \| \| \| 1981. \| 2.488 \| \| \| 1991. \| 3.057 \| 3.001 \| \| 2002. \| 2.810 \| 2.986 \| \| 2011. \| 2.860 \| \| \| 2022. \| 2.686 \| \| |            |
| Демографија | |            |
| Година      | Становника | Становника |
| 1948.       | 1.732 |            |
| 1953.       | 1.810 |            |
| 1961.       | 2.188 |            |
| 1971.       | 2.621 |            |
| 1981.       | 2.488 |            |
| 1991.       | 3.057 | 3.001      |
| 2002.       | 2.810 | 2.986      |
| 2011.       | 2.860 |            |
| 2022.       | 2.686 |            |

| Етнички састав према попису из 2002.‍ | Етнички састав према попису из 2002.‍ | Етнички састав према попису из 2002.‍ | Етнички састав према попису из 2002.‍ | Етнички састав према попису из 2002.‍ |
| ------------------------------------ | ------------------------------------ | ------------------------------------ | ------------------------------------ | ------------------------------------ |
|                                      |                                      |                                      |                                      |                                      |
| Срби                                 | Срби                                 |                                      | 2.370                                | 84,34%                               |
| Албанци                              | Албанци                              |                                      | 203                                  | 7,22%                                |
| Роми                                 | Роми                                 |                                      | 97                                   | 3,45%                                |
| Црногорци                            | Црногорци                            |                                      | 90                                   | 3,20%                                |
| Македонци                            | Македонци                            |                                      | 9                                    | 0,32%                                |
| Бугари                               | Бугари                               |                                      | 4                                    | 0,14%                                |
| Муслимани                            | Муслимани                            |                                      | 2                                    | 0,07%                                |
| Буњевци                              | Буњевци                              |                                      | 1                                    | 0,03%                                |
| Бошњаци                              | Бошњаци                              |                                      | 1                                    | 0,03%                                |
| непознато                            | непознато                            |                                      | 4                                    | 0,14%                                |

| Етнички састав према попису из 1981.‍ | Етнички састав према попису из 1981.‍ | Етнички састав према попису из 1981.‍ | Етнички састав према попису из 1981.‍ | Етнички састав према попису из 1981.‍ |
| ------------------------------------ | ------------------------------------ | ------------------------------------ | ------------------------------------ | ------------------------------------ |
|                                      |                                      |                                      |                                      |                                      |
| Срби                                 | Срби                                 |                                      | 1.840                                | 73,95%                               |
| Албанци                              | Албанци                              |                                      | 333                                  | 13,38%                               |
| Црногорци                            | Црногорци                            |                                      | 161                                  | 6,47%                                |
| Роми                                 | Роми                                 |                                      | 65                                   | 2,61%                                |

| \| \| м \| \| \| ж \| \| ? \| 3 \| \| \| 2 \| \| 80+ \| 16 \| \| \| 23 \| \| 75—79 \| 21 \| \| \| 62 \| \| 70—74 \| 42 \| \| \| 85 \| \| 65—69 \| 67 \| \| \| 76 \| \| 60—64 \| 51 \| \| \| 69 \| \| 55—59 \| 53 \| \| \| 64 \| \| 50—54 \| 77 \| \| \| 83 \| \| 45—49 \| 100 \| \| \| 85 \| \| 40—44 \| 127 \| \| \| 117 \| \| 35—39 \| 103 \| \| \| 111 \| \| 30—34 \| 82 \| \| \| 92 \| \| 25—29 \| 78 \| \| \| 87 \| \| 20—24 \| 92 \| \| \| 73 \| \| 15—19 \| 122 \| \| \| 125 \| \| 10—14 \| 124 \| \| \| 137 \| \| 5—9 \| 115 \| \| \| 89 \| \| 0—4 \| 74 \| \| \| 83 \| \| Просек : \| 34,6 \| \| \| 37,9 \| |      |  |  |      |
| |      |  |  |      |
| | м    |  |  | ж    |
| ? | 3    |  |  | 2    |
| 80+ | 16   |  |  | 23   |
| 75—79 | 21   |  |  | 62   |
| 70—74 | 42   |  |  | 85   |
| 65—69 | 67   |  |  | 76   |
| 60—64 | 51   |  |  | 69   |
| 55—59 | 53   |  |  | 64   |
| 50—54 | 77   |  |  | 83   |
| 45—49 | 100  |  |  | 85   |
| 40—44 | 127  |  |  | 117  |
| 35—39 | 103  |  |  | 111  |
| 30—34 | 82   |  |  | 92   |
| 25—29 | 78   |  |  | 87   |
| 20—24 | 92   |  |  | 73   |
| 15—19 | 122  |  |  | 125  |
| 10—14 | 124  |  |  | 137  |
| 5—9 | 115  |  |  | 89   |
| 0—4 | 74   |  |  | 83   |
| Просек : | 34,6 |  |  | 37,9 |

| Година пописа     | 1948. | 1953. | 1961. | 1971. | 1981. | 1991. | 2002. |
| ----------------- | ----- | ----- | ----- | ----- | ----- | ----- | ----- |
| Број домаћинстава | 331   | 340   | 499   | 686   | 706   | 875   | 924   |

| Број чланова      | 1   | 2   | 3   | 4   | 5   | 6  | 7  | 8 | 9 | 10 и више | Просек |
| ----------------- | --- | --- | --- | --- | --- | -- | -- | - | - | --------- | ------ |
| Број домаћинстава | 193 | 216 | 132 | 219 | 105 | 38 | 12 | 6 | 2 | 1         | 3,04   |

| Пол    | Укупно | Неожењен/Неудата | Ожењен/Удата | Удовац/Удовица | Разведен/Разведена | Непознато |
| ------ | ------ | ---------------- | ------------ | -------------- | ------------------ | --------- |
| Мушки  | 1.034  | 319              | 657          | 37             | 16                 | 5         |
| Женски | 1.154  | 215              | 682          | 220            | 35                 | 2         |
| УКУПНО | 2.188  | 534              | 1.339        | 257            | 51                 | 7         |

| Пол    | Укупно                    | Пољопривреда, лов и шумарство | Рибарство                            | Вађење руде и камена | Прерађивачка индустрија       |
| ------ | ------------------------- | ----------------------------- | ------------------------------------ | -------------------- | ----------------------------- |
| Мушки  | 499                       | 54                            | 0                                    | 29                   | 75                            |
| Женски | 355                       | 22                            | 0                                    | 8                    | 93                            |
| Укупно | 854                       | 76                            | 0                                    | 37                   | 168                           |
|        |                           |                               |                                      |                      |                               |
| Пол    | Производња и снабдевање   | Грађевинарство                | Трговина                             | Хотели и ресторани   | Саобраћај, складиштење и везе |
| Мушки  | 25                        | 28                            | 33                                   | 9                    | 16                            |
| Женски | 5                         | 1                             | 45                                   | 4                    | 3                             |
| Укупно | 30                        | 29                            | 78                                   | 13                   | 19                            |
|        |                           |                               |                                      |                      |                               |
| Пол    | Финансијско посредовање   | Некретнине                    | Државна управа и одбрана             | Образовање           | Здравствени и социјални рад   |
| Мушки  | 5                         | 2                             | 106                                  | 30                   | 34                            |
| Женски | 7                         | 7                             | 39                                   | 39                   | 55                            |
| Укупно | 12                        | 9                             | 145                                  | 69                   | 89                            |
|        |                           |                               |                                      |                      |                               |
| Пол    | Остале услужне активности | Приватна домаћинства          | Екстериторијалне организације и тела | Непознато            | Непознато                     |
| Мушки  | 10                        | 0                             | 0                                    | 43                   | 43                            |
| Женски | 2                         | 0                             | 0                                    | 25                   | 25                            |
| Укупно | 12                        | 0                             | 0                                    | 68                   | 68                            |

## Образовање
У Медвеђи постоји Техничка школа "Никола Тесла".

## Познате личности
- Живко Кулић, универзитетски професор и афористичар
- Југослав Петрушић, српско-француски агент и контраобавештајац

## Галерија
- Панорама Медвеђе.
- Панорама Медвеђе.
- Панорама Медвеђе.
- Панорама Медвеђе.
- Ознака на улазу у Медвеђу.
- Црвени трг.
- Црвени трг.
- Јабланичка улица.
- Јабланичка улица.
- Спомен чесма на Црвеном тргу.
- Спомен чесма на Црвеном тргу.
- Спомен чесма на Црвеном тргу.
- Спомен чесма на Црвеном тргу.
- Општинска библиотека „Петар Петровић Његош”.
- Фонтана на тргу испред Општинске библиотеке.
- Река Лапаштица на току кроз Медвеђу.
- Основна школа „Горња Јабланица”.
- Двориште основне школе „Горња Јабланица”.
- Двориште основне школе „Горња Јабланица”.
- Двориште основне школе „Горња Јабланица”.
- Шумска управа Медвеђа.
- Текија.
- Текија.
- Стамбено насеље.
- Економски и правни факултет Универзитета у Нишу, високошколска јединица у Медвеђи.
- Споменик палим борцима.
- Споменик палим борцима.
- Споменик палим борцима.
- Средња техничка школа „Никола Тесла”.
- Средња техничка школа „Никола Тесла”.
- Средња техничка школа „Никола Тесла”.
- Споменик ослободиоцима из Другог светског рата у дворишту Средње техничке школе „Никола Тесла”.
- Црква посвећена Вазнесењу Господњем Спасовдану.
- Црква посвећена Вазнесењу Господњем Спасовдану.